# Birkenstock
Birkenstock Holding plc é uma empresa alemã de calçado, mais conhecida pelas suas sandálias (conhecidas como "Birkenstocks") e pelas suas palmilhas de cortiça, feitas com tecidos de camurça e juta e que se adaptam aos pés de quem as usa. Fundada em 1774 por Johann Adam Birkenstock e sediada em Neustadt (Wied), Renânia-Palatinado, Alemanha, o objetivo original da empresa era fabricar sapatos que se moldassem ao pé e o apoiassem devidamente, em comparação com as solas rígidas e planas usadas no calçado da época. Em 1896, a Fussbett (palmilha) foi projetada e, em 1925, as Birkenstocks começaram a ser vendidas em toda a Europa.
Em 1966, Margot Fraser trouxe pela primeira vez Birkenstocks para a América. Nos EUA, começaram a ser vendidas em lojas de produtos naturais, tornando-se assim parte da cultura hippie na década de 1970.

## História

### Primeiros anos

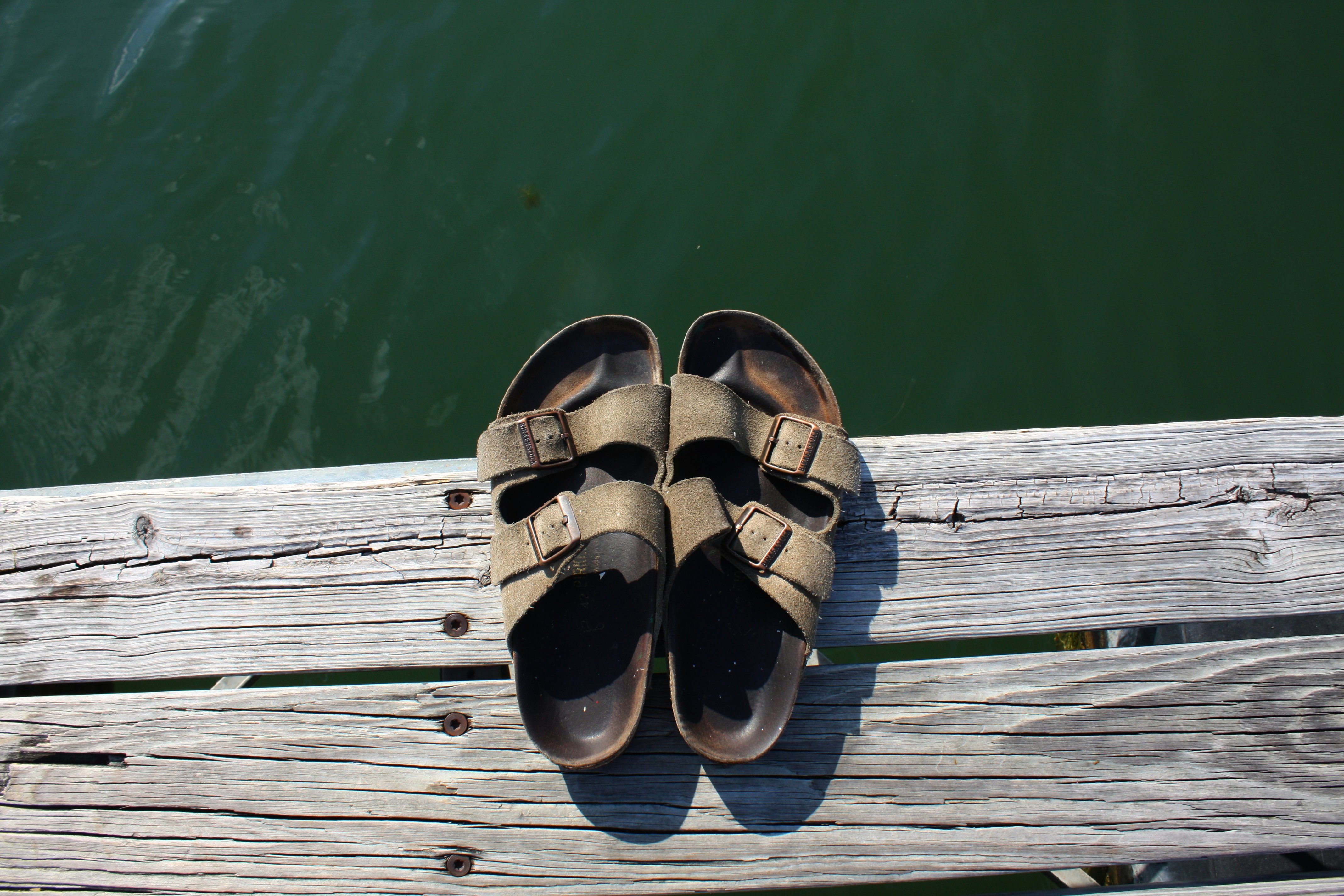
Um par de Birkenstocks perto do oceano

A marca Birkenstock tem a sua origem em Johann Adam Birkenstock, registrado em 1774 como um "vassalo e sapateiro" nos arquivos da igreja da pequena vila de Langen-Bergheim, em Hessin. Em 1896, o tataraneto de Johann, Konrad Birkenstock, concebeu a primeira palmilha moldável para uso por sapateiros na produção de calçados personalizados. Ainda no ano de 1896, Konrad criou a Fussbett (palmilha) e abriu duas lojas de sapatos em Frankfurt, na Alemanha, onde continuou a fabricar e vender suas palmilhas. A empresa Birkenstock criou diversos cursos pedagógicos para divulgar os benefícios do seu calçado; em 1947, o filho de Konrad, Carl Birkenstock, escreveu o livro "Podiatry – The Carl Birkenstock System" - um dos muitos livros lançados pela Birkenstock. O ano de 1902 viu o desenvolvimento do primeiro suporte de arco flexível para inserção em sapatos de fábrica, e, em 1964, Karl Birkenstock projeteu estas inserções num sapato – produzindo assim o protótipo original da sandália Birkenstock. Em 1925, Konrad Birkenstock expandiu a empresa ao comprar uma grande fábrica em Friedberg, Hesse. Após a Segunda Guerra Mundial (1939–1945), a sandália Birkenstock tornou-se popular entre os soldados retornados por causa do suporte ortopédico. Entre 1963 e1964, Karl Birkenstock lançou a sua primeira sandália atlética com palmilha flexível, chamada "Madrid". O sapato foi criado de modo a que se tivesse que segurar os dedos dos pés para manter as sandálias calçadas; isso resultou na tonificação dos músculos da panturrilha, algo que se tornou bastante útil para atletas, especialmente ginastas.

### Expansão e atualidade
Fraser fundou uma empresa comercial chamada Birkenstock Footprint Sandals, Inc., em Novato, Califórnia. Renomeada como Birkenstock Distribution USA, Inc. (BDUSA) em 2005, a empresa permaneceu até 2007 como importadora e distribuidora exclusiva de produtos da marca Birkenstock nos Estados Unidos. Em 2007, os proprietários da Birkenstock Orthopädie GmbH & Co. KG adquiriram o seu parceiro de distribuição de longa data, a BDUSA.
Em 1986, a Nordstrom tornou-se na primeira loja de departamentos a vender sandálias Birkenstock.

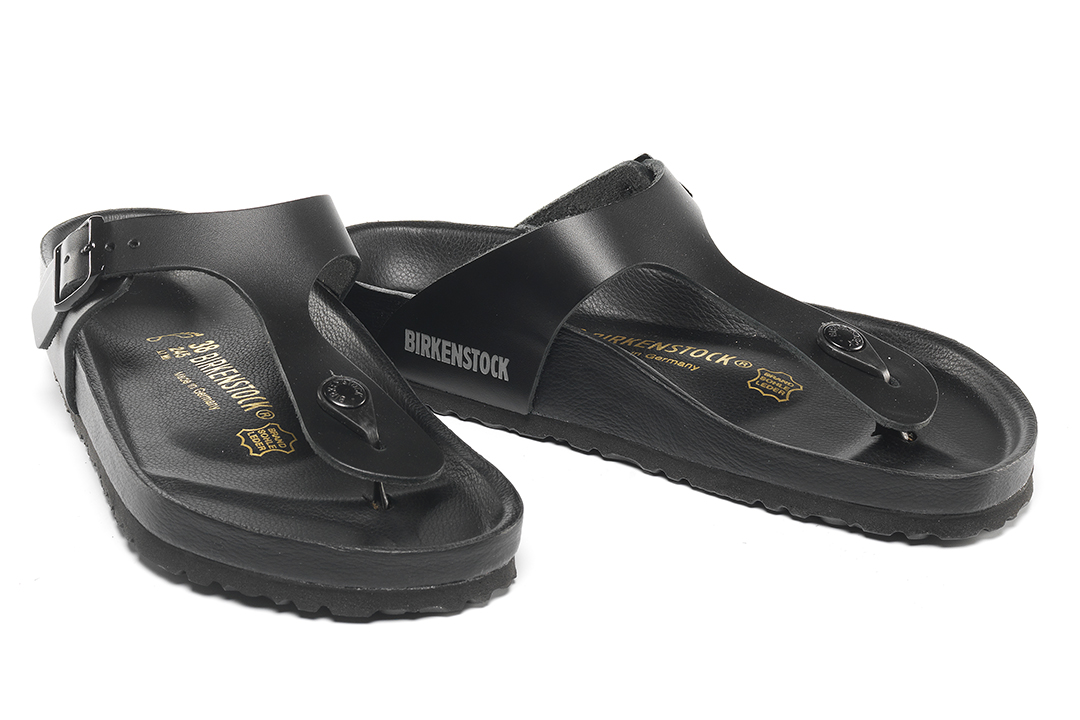
Birkenstock EVA Gizeh

Em 2023, apontava-se que 72% dos clientes se identificavam como mulheres.
Em maio de 2023, a Birkenstock processou os alemães Tchibo e shoe.com e também o dinamarquês Bestseller, acusando-os de vender modelos semelhantes aos seus e exigiu que fossem retirados de venda e destruídos. Foi derrotada no Tribunal de Justiça de Colónia em 2024 e recorreu ao Tribunal Federal que manteve a decisão anterior, ao determinar que as sandálias não podem ser consideradas "obras de arte aplicáveis à proteção de direitos de autor". Para que a proteção de direitos de autor seja aplicada, deve haver um grau de 'design' tal que o produto exiba alguma individualidade.

## Moda de luxo
Em 2012, Birkenstocks foram vistas na passarela da Celine em Paris. Chamada de “Furkenstocks”, esta recriação da sandália Arizona incorporava uma palmilha coberta de vison. Muitos outros designers também criaram a sua versão da sandália, incluindo Giambattista Valli e Givenchy.
Em 2019, a Valentino colaborou com a Birkenstock para criar a sua versão da sandália, apresentada na Men's Paris Fashion Week.
A 3 de junho de 2021, o Grupo Birkenstock anunciou uma colaboração com o estilista Rick Owens. No dia seguinte, foram lançadas interpretações dos modelos Arizona e Boston. Um novo estilo de Rotterdam também foi apresentado e colocado à venda. 

## Produção

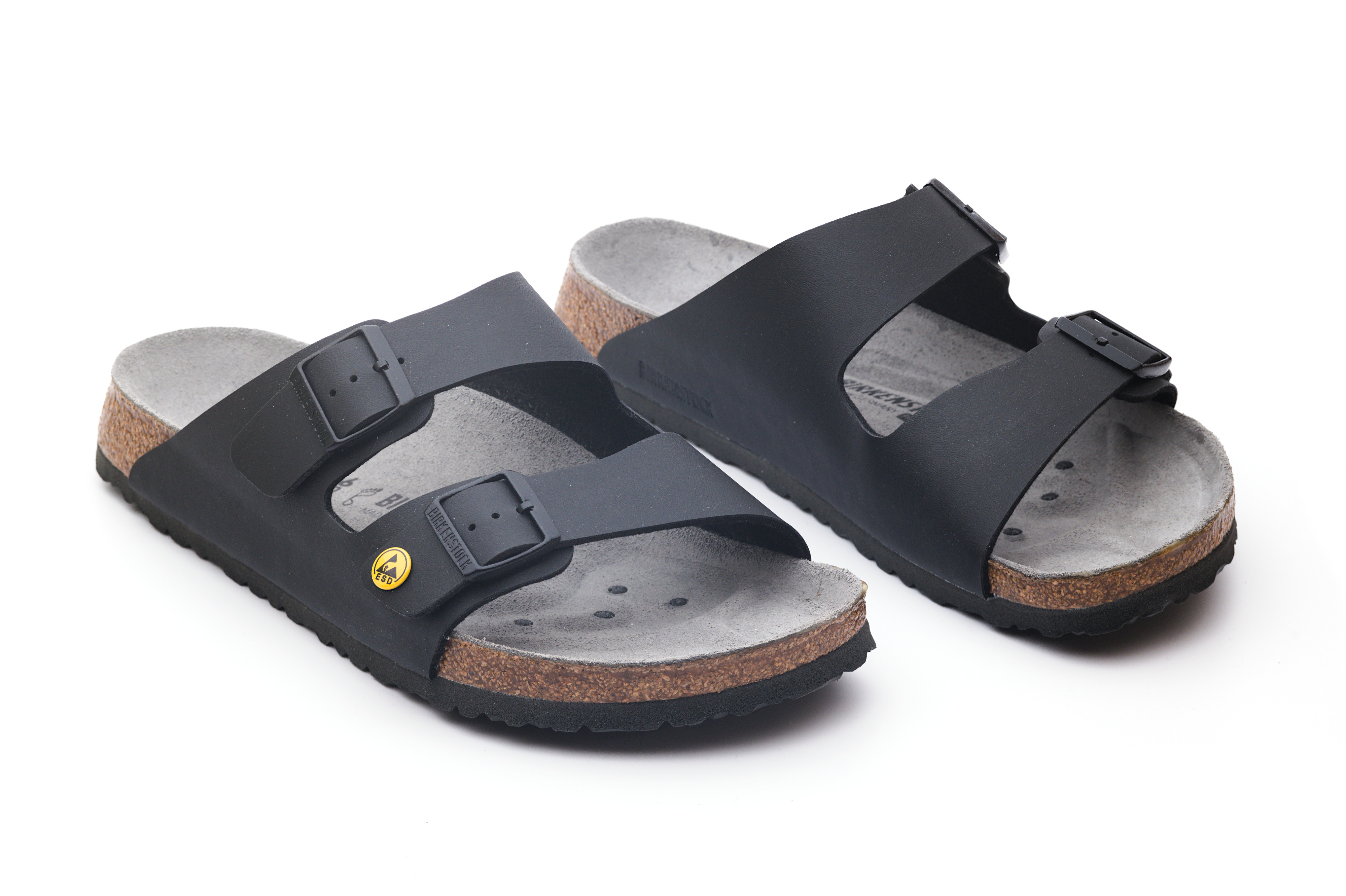
Um par de Birkenstocks Arizona ESD pretas

A palmilha original do sapato Birkenstock foi criada na década de 1930 e possui quatro camadas diferentes que completam o sapato. A primeira camada do sapato é a sola absorvente de choque, seguida por uma camada de fibras de juta, uma palmilha de cortiça firme, e outra camada de juta. A última camada é a linha da palmilha, uma camurça macia.